# Caña (género musical)
La caña es una danza y género musical autóctono del Tolima, no es manifestación derivada de otros ritmos, sino expresión propia de su misma denominación.

«Esta danza, muy original, fue conocida y de gran popularidad en los patios campesinos de nuestros abuelos en el Tolima.»
Datos recogidos por Misael Devia.

«Se bailaba y era una pieza de meritorio prestigio, ya que para su ejecución se necisitaba especial habilidad por parte de los bailadores.»
Datos recogidos por Misael Devia.

## Origen
Sobre la caña existen algunas relaciones generales y de ellas se ha seleccionado éstas:

«La Caña nace con el trapiche mismo y se baila entre nosotros —los tolimenses— desde tiempos remotos, en unos casos como sigilosa manifestación de amor y, en otros, como culto al trabajo.  Por ello es un error el que algunos polígrafos le atribuyan origen indígena.

Sobre su antigüedad, dejemos que esta preciosa copla nos señale el rumbo histórico de su origen:

¡Trapiche: molé, molé! 

molé, que lo manda tu amo, 

que a tres cuartillos están 

las panelas del Guamo

En las haciendas de los encomenderos, al término de la molienda, en las noches de luna, los trapicheros salían de sus chozas por entre los cañaduzales y se dirigían hacia la enramada con sus flautas de carrizo y sus tambores para bailar la Caña, como manifestación de alegría, de amor y no de trabajo, como se expresa el ritmo del Norte —del departamento que conforma la llamada Región paisa (que comprende los departamentos de Quindío, Risaralda y el norte del Valle del Cauca y del Tolima)—.  José María Samper dice en su libro Historia de un alma que en Honda se bailaba desde 1841.»
Datos recogidos por Leonor de Valencia.

## Organología
1. Requinto
2. Tiple sanjuanero
3. Chucho
4. Puerca
5. Esterilla
6. Guache
7. Tambor chimborrio

Y ocasionalemente:
1. Flauta de queco
2. Carraca
3. Raspa de caña
4. Pandereta

## Coreografía
«Para iniciar la danza se formaba una doble fila de cuatro parejas por lo menos.  Los instrumentos son los mismos del Sanjuanero y la danza va acompañada de coplas alusivas a la molienda de la caña de azúcar.  Todos los pasos de la danza representan cada uno de los movimientos del trapiche y la faena de la molienda.

El primer movimiento de entrada corresponde al avance agachado y sigiloso por entre los cañaduzales hasta la enramada, esquivando la dura mirada del amo.
La caña se baila según lo ordena esta antigua copla:

La caña se baila en rueda,

marcando bien el compás

y meneando la cadera

¡u yu yuy, a ya yay!

En el tercer movimiento los danzantes se toman de las manos en obligado saludo, con tiernas miradas, en pretendido y robado beso del hombre, que la pareja esquiva, con natural coquetería.
Don Puno Buenaventura, en copla original, recoge este instante:

La luz y el olor a miel

de noche atraen los cocuyos,

como a mí me atren también

los divinos ojos tuyos.

Luego se inicia el baile en rondas y contra pasos, para terminar con el primer movimiento.

La caña del Llano no es cantada y las mujeres van sin sombrero porque es una cita de amor en la noche, un instante furtivo robado al amo, a diferencia de la del Norte, que sí es cantada y en que las mujeres llevan sombrero, puesto que es una manifestación del trabajo a la intemperie.»
Datos recogidos por Leonor de Valencia.

«El primer cuadro es un pasamanos cruzado entre las dos filas hasta formar un círculo que viene a demostrar la rotación del mayal, en el viejo trapiche de madera; después viene otro de salticos que sifnifica el ajetreo de la molienda alrededor del trapiche.  Enfilan luego las parejas cogidas de la mano para separarse un poco adelante, formando un círculo, hacia la izquierda los hombres y hacia la derecha las mujeres; los círuclos vienen a encontrarse atrás, en donde cogidos de la mano de nuevo, vuelven a empezar la rotación.  Se representa en este paso el trabajo giratorio de las masa moliendo la caña en el trapiche de hierro.  Viene otra fase de la molienda en el mismo trapiche con el mayal, las masas, las bestias y la caña pasando por entre el trapiche en actividad.  Por último, el final de la faena con la recogida de los residuos de la pila para colocarlos cerca al trapiche para ser molidos.  Terminada la molienda salen las parejas muy juntas, sonrientes y cogidas por los hombros.»
Datos recogidos por Misael Devia.

Observamos que esta danza es más bien un juguete coreográfico, similar a otros de igual tema que existen en Colombia, pero los dos coreógrafos citados insisten en que se trata de una tonada especial, en que la música del compositor popular Cantalicio Rojas fue escenificada en interpretación coreográfica que pasó al acervo tradicional. Podríamos concluir que en esto ocurrió algo semejante a la Guabina chiquinquireña, en la que la música de Alberto Urdaneta, la letra de Mariano Álvarez Romero y la coreografía del profesor Jacinto Jaramillo, formaron una danza que está ya incorporada al archivo tradicional colombiano.

### Vestuario
- Mujer:

1. Falda ancha y orillera de colores vivos,
2. blusa blanca de manga larga de cuello subido y pechera alforzada,
3. sombrero de trenza de pindo de ala ancha y
4. alpargatas.

«Las muchachas, luciendo con coquetería y donaire sus anchas y largas enaguas de colores vivos de 'jula' (fula, tela de algodón estampada), 'pancho' o zaraza, adornadas con cintas, alforzadas o anchas arandelas; blusas blancas de manga larga, cuello subido y con elegantes pecheras alforzadas; calzaban alpargatas anudadas con anchos cordones negros y sobre el cabello de largas trenzas, gorras de 'pindo' (fibra natural, similar a la cabuya), caladas de anchas alas y con cintas de algres colores»
Datos recogidos por Misael Devia.

- Hombre:

1. Pantalón oscuro de faena, ajustado de mangas, pretina ancha subida;
2. camisa de color vivo con manga larga,
3. sombrero de trenza de pindo de ala ancha,
4. pañuelo rojo al cuello

1. alpargatas.

«Los hombres vestían pantalón oscuro de género o 'lienzo de la tierra', ajustado de mangas, de ancha pretina subida y ceñidos por un par de orejas, anudados a la cadera hacia atrás; camisa de color vivo, gorra de trenza de 'pindo', ruana de hilo, alpargatas, un pañuelo rojo o 'raboegallo' anudado al cuello, y machete al cinto.»
Datos recogidos por Misael Devia.

### Parafernalia
Cada bailarín lleva una caña de 1.80 m de longitud.

## La Caña por departamentos

### Risaralda
A diferencia de los cafeteros risaraldenses, el campesino ribereño, que habita el Valle del Risaralda, ganaba su sustento con el cultivo de caña de azúcar.
En esta zona se conserva en la actualidad el trapiche de tracción animal, debido al elevado costo de los modernos, dando como resultado la supervivencia de la tradición cultural.
De esta supervivencia se recupera El Baile de la Caña; lo que se busca a través del baile es recrear la cotidianidad de la extensa labor del día, en sus horas de ocio. Es un baile originado en la década de 1840, cuando los grandes hacendados cambiaron su ganado por el sembrado de la caña. El baile en su conformación coreográfica retoma figuras como la trenza, la rueda o molino, el trapiche transversal, el trapiche de costado y por último el carro cañero, formado por los mismos ejecutantes del baile. Su ritmo se basa en el son paisa, propio de la región y es ejecutado musicalmente por un conjunto folclórico donde priman los instrumentos percutivos acompañados por el tiple y la guitarra.

#### Vestuario
- Mujer:

1. Falda orillera de color,
2. blusa blanca con manga larga,

1. pañoleta del mismo color,
2. sombrero de caña y
3. cotizas.[3]

- Hombre:

1. Pantalón oscuro de faena,
2. camisa estampada de colores con manga larga,
3. pañuelo rojo a la cabeza,
4. machete,
5. sombrero de caña y
6. cotizas.[3]